# Икра (кулинария)

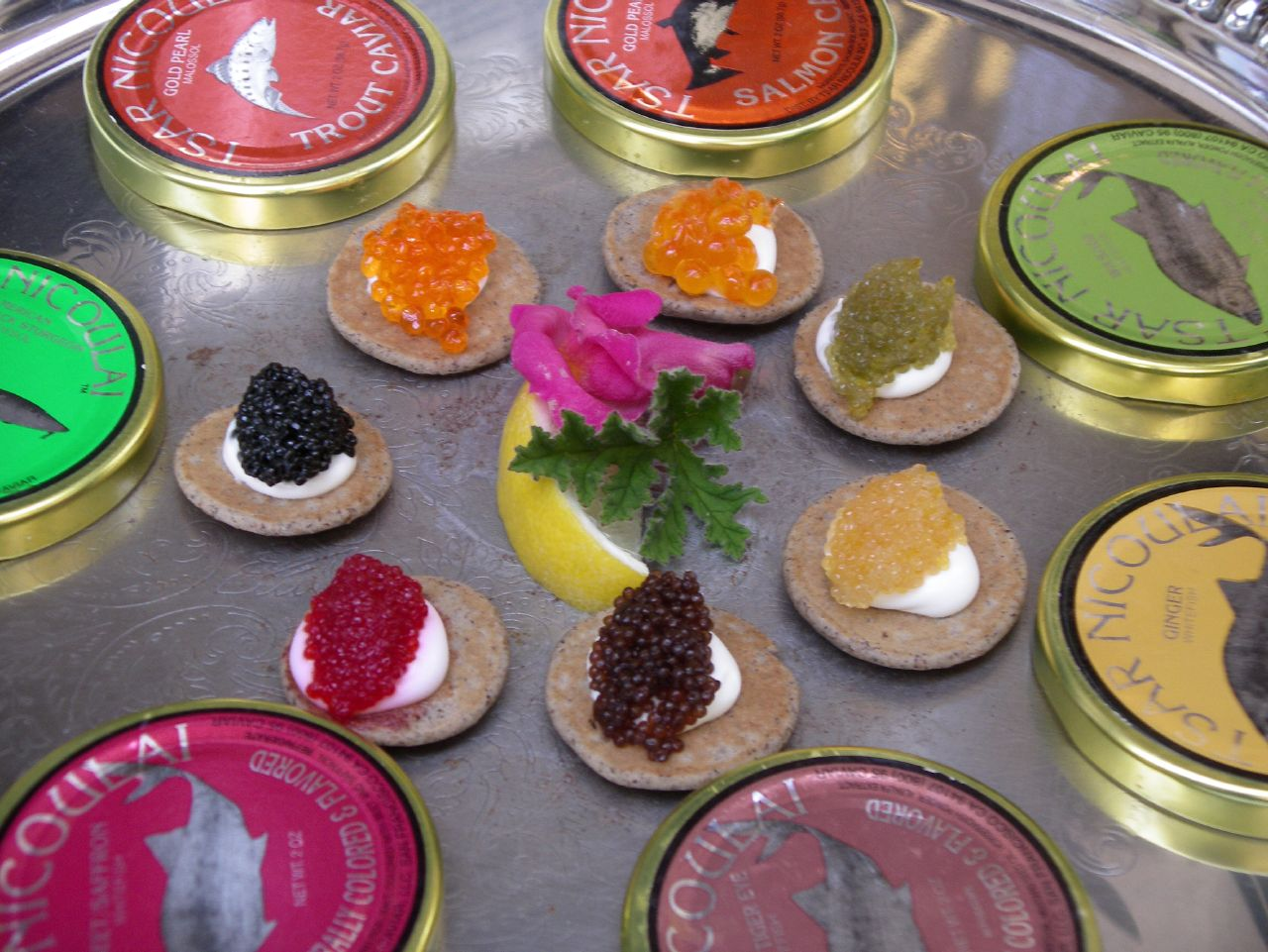
Семь типов икры

Икра́ — пищевой продукт, приготовленный из рыбьей икры. Наиболее распространённым способом его приготовления является соление. Используются в основном так называемая чёрная икра — икра осетровых, и красная — лососёвых рыб, а также и других промысловых рыб, включая минтая, щуку, сазана. Икра некоторых голотурий и морских ежей используется в пищу в сыром, жареном или солёном виде.
Выпускается синтетическая икра — суррогатный продукт, имитирующий по вкусу и виду рыбью икру, в большинстве своём — лососёвых и осетровых рыб.

## По способу приготовления

### Зернистая икра
Икринки в зернистой икре не связаны между собой и остаются шаровидными. Для достижения этого свежая сырая икра протирается на грохотке (решете), при этом икринки, проходя сквозь отверстия грохотки, строго соответствующие их диаметру, остаются целыми и очищаются от пленок и жилок ястыка.

### Паюсная икра
Икринки паюсной икры плоские и плотные. Специфический вкус обеспечивается сочетанием слегка подсохших (ферментированных) икринок с более свежими, насыщенными солоноватым осетровым жиром. Для приготовления паюсной икры икра свежевыловленной рыбы засаливается прямо в ястыках (своей естественной оболочке) . Засолка производится в насыщенном растворе соли (тузлуке), нагретом до 38—40 °С. После засолки икра подсушивается (обветривается). Подсушенную и очищенную от всех прожилок и слизи икру давят в чанах толкушками или отжимают под прессом.

### Ястычная икра
Ястычную икру засаливают прямо в ястыках в холодном насыщенном растворе соли. Для неё используют недозревшую или слабую икру. Держат в тузлуке вплоть до употребления.

## Типы по происхождению

### Красная икра

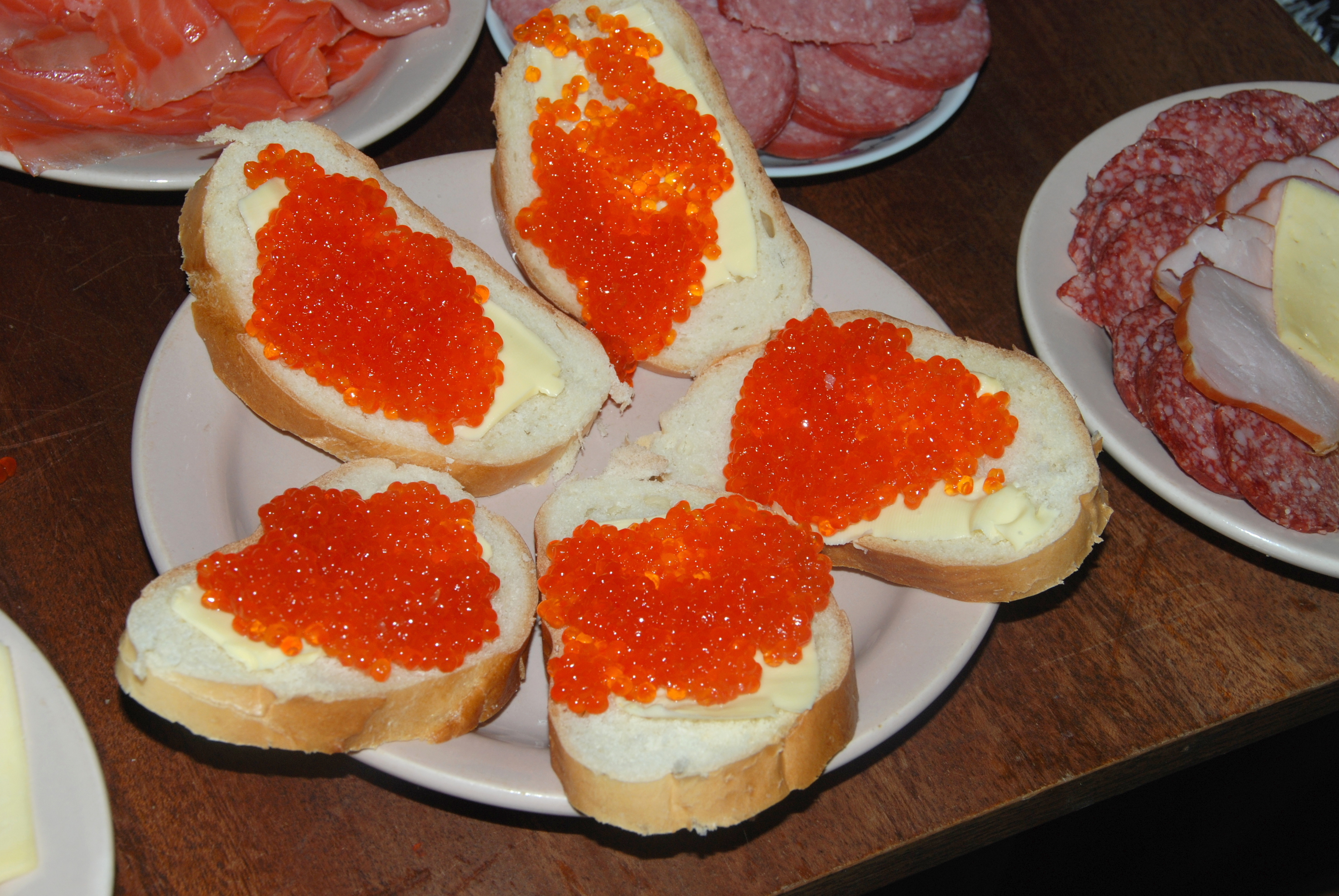
Бутерброды с икрой

Красная икра — икра лососёвых рыб. Выпускается в виде зернистой икры. Солится в насыщенном растворе соли, после этого в неё во избежание склеивания икринок добавляют растительное масло и глицерин.

### Чёрная икра
Чёрная икра — блюдо из солёной икры осетровых рыб, считающееся деликатесом. Она может быть зернистой, паюсной или ястычной. При засолке зернистой чёрной икры икринки перемешивают с солью. 

### Частиковая икра
Получаемая из частиковых рыб, например сазан, судак, щука, вобла, к которой также условно относят икру сиговых, тресковых, макроруса, сельдевых рыб.

### Икра минтая
Икра минтая — солёная икра рыбы минтай.

### Икра летучей рыбы
Применяется при приготовлении некоторых видов суши.

### Икра улиток
Икра улиток — деликатес французской кухни.

## Состав
Зернистая икра баночная слабосолёная содержит по массе:
- воду — 47—53 %,
- белки — 23—27 %,
- жиры — 13—18 %,
- соли — 3—4,5 %.

Таким образом, икра богата питательными веществами, однако она не имеет большого распространения как продукт питания вследствие своей высокой цены. Употребляется икра большей частью в виде закусок для возбуждения аппетита, для чего идут почти исключительно зернистая и паюсная — наиболее дорогие сорта.

## Образ икры в искусстве

### Плакат «Жизнь удалась»
«Жизнь удалась» — плакат Андрея Логвина, созданный в 1997 году. Знаковый плакат России девяностых годов XX века — эпохи первичного накопления капитала. Жизнеутверждающий девиз чёрной икрой по фону из красной икры демонстрировал иронию над оптимизмом нового социального класса — молодой российской буржуазии, или, как тогда было принято её называть, «новых русских».

### Образ икры в литературе и поэзии
Чернелась в серебряных вёдрах, в кольце прозрачного льда, стерляжья мелкая икра, высилась над краями горкой тёмная осетровая и крупная, зёрнышко к зёрнышку, белужья. Ароматная паюсная, мартовская, с Сальянских промыслов, пухла на серебряных блюдах; далее сухая мешочная — тонким ножом пополам каждая икринка режется — высилась, сохраняя форму мешков, а лучшая в мире паюсная икра с особым землистым ароматом, ачуевская — кучугур, стояла огромными глыбами на блюдах…
Так со смаком описывается В. А. Гиляровским сервировка икры, во время открытия магазина Елисеева в «Истории двух домов».